# Les Deux Bienheureux
Les Deux Bienheureux (De två saliga) est un téléfilm suédois réalisé par Ingmar Bergman, diffusé en 1986. Le film est adapté du roman éponyme de Ulla Isaksson,,.

## Synopsis
Sune, un ancien étudiant en théologie et fils d'un prêtre, rencontre Viveka dans une église. Les deux se rapprochent au fil des discussions théologiques et finissent par se marier. Au fil des années, Viveka devient de plus en plus instable émotionnellement à cause de la jalousie et de l'anxiété religieuse. Sune accepte les problèmes mentaux de Viveka et, au lieu de chercher de l'aide pour sa femme, obéit à ses ordres de plus en plus bizarres. Viveka finit par perdre complètement la tête, s'enferme dans l'appartement du couple alors que Sune est absente et tente de faire croire à ses voisins que Sune essaie de l'assassiner avec un couteau. Lorsque Sune arrive à la maison, Viveka est emmenée à l'hôpital. Sune essaie de convaincre les médecins que Viveka n'est pas folle et devrait être autorisée à sortir. À la fin, Sune ouvre un robinet de gaz et se couche à côté de Viveka afin qu'ils meurent ensemble.

## Fiche technique
- Titre : Les Deux Bienheureux
- Titre original : De två saliga
- Réalisation : Ingmar Bergman
- Scénario : Ulla Isaksson
- Production : Pia Ehrnvall et Katinka Faragó
- Photographie : Per Norén
- Décors : Birgitta Brensén
- Montage : Sylvia Ingemarsson
- Société de production : Sveriges Television
- Format : Couleurs
- Genre : Drame
- Durée : 81 minutes
- Date de sortie : 19 février 1986

## Distribution
- Per Myrberg : Sune Burman
- Harriet Andersson : Viveka Burman
- Lars-Owe Carlberg
- Irma Christenson : Mrs. Storm
- Majlis Granlund : Femme de ménage
- Björn Gustafson : Olsson, le voisin
- Kristina Adolphson : Infirmière
- Christina Schollin : Annika
- Lasse Pöysti : Dr Dettow